# Žgaljići
Žgaljići, lok. čak. Žgaljić, je selo na otoku Krku.

## Smještaj
Žgaljić se nalazi u unutrašnjosti otoka Krka, u zapadnom dijelu otoka koji se naziva Šotovento. Blizu sela prolazi državna cesta D104 koja vodi do trajektnog pristaništa Valbiska. 
Obližnja sela su: Bajčić na sjeveru, Linardić na zapadu, Skrpčić na jugu te Brusić na istoku.
Administrativno pripada Gradu Krku od kojeg je udaljen oko 8 km.
Vrhovi Škrlat (144 mnm) i Vrhure (238 mnm) štite Žgaljić, ali i čitav zapadni dio otoka Krka od bure. Po tome je i taj kraj dobio naziv (Šotovento-tal. ispod vjetra, zavjetrina). Kilometar južnije od Žgaljića je brdo Veli Vršak visoko 103 mnm s kojega je otvoren pogled na veći dio Šotoventa i kanal između Krka i Cresa, Srednja vrata. 

## Povijest
Šotovento je u srednjem vijeku bio vrlo slabo naseljen. Pretežno su posjede u tom dijelu otoka imali stanovnici grada Krka i tamošnja vlastela koja ga je koristila uglavnom za ispašu stoke i sječu drva za ogrjev.
Sredinom 15. st. Ivan VII. Frankapan naselio je na područje Šotoventa 200-tinjak vlaških obitelji s Velebita. U svezi s tim naseljavanjem je i postanak većeg dijela današnjih sela Šotoventa pa i Žgaljića. Ti su Vlasi govorili posebnim jezikom, krčkorumunjskim jezikom, koji je kroz stoljeća postupno potiskivalo čakavsko narječje kojim se danas u tom kraju govori. Posljednji govornik tog romanskog, krčkorumunjskog jezika bio je Mate Bajčić Gašpović iz Poljica koji je umro 1875. g.

## Naziv
Naziv sela je patronimičkog porijekla, tj. prema prezimenu koje prevladava u tom selu. I danas se većina mještana preziva Žgaljić.

## Stanovništvo
Prema popisu stanovnika iz 2001. g. u selu je živjelo 36 stanovnika.
Kretanje broja stanovnika Žgaljića od sredine 19. st. prošlo je kroz 5 etapa: 3 etape rasta i 2 pada, a koje se međusobno izmjenjuju. Prema prvom službenom popisu Žgaljići su 1857. g. imali 36 stanovnika, identično koliko i 2001. Od tada slijedi etapa rasta do konca 19. st. kada je zabilježen maksimum od 63 žitelja. Potom slijedi etapa pada broja stanovnika pa sredinom 20. st. kratki rast zbog kojeg je 1953. g. ponovno zabilježen isti maksimum od 63 stanovnika. 1950-e, 1960-e i 1970-e godine jesu razdoblje emigracije i snažnog pada broja stanovnika na svega 25 1981. g. Međutim, sveopći razvoj otoka nakon izlaska iz prometne izolacije izgradnjom Krčkog mosta i Zračne luke Rijeka, odrazio se i na selo Žgaljići pa od 1980-e slijedi nova etapa rasta broja stanovnika za koju se očekuje umjereni nastavak.
| broj stanovnika | 36    | 40    | 44    | 63    | 58    | 43    | 44    | 45    | 60    | 63    | 49    | 44    | 25    | 32    | 36    | 58    | 70    |
|                 | 1857. | 1869. | 1880. | 1890. | 1900. | 1910. | 1921. | 1931. | 1948. | 1953. | 1961. | 1971. | 1981. | 1991. | 2001. | 2011. | 2021. |

## Gospodarstvo
Poljoprivreda je tradicionalno glavna gospodarska djelatnost, naročito stočarstvo i ratarstvo, a maslinarstvo u manjoj mjeri.
Turizam nije razvijen premda selo nije daleko od mora (nekoliko kilometara), a postoje i uvjeti za razvoj agroturizma.

## Znamenitosti
- 1338. g. spominje se kapela sv. Leonarda za koju se 1565. g. prema vizitaciji biskupa Petra Bemba stoji da je u ruševnom stanju. Kasnije, u 18. st. njezin materijal je iskorišten za izgradnju nove kapele u Bajčićima.
- 5 kilometara zapadno je zaseok Glavotok u kojem se nalaze franjevački samostan i crkva sv. Marije iz 1507. g.
- Grad Krk, jedno od najstarijih naselja u Hrvatskoj, obiluje povijesnim i kulturnim znamenitostima.

## Vanjske poveznice
- Službene stranice grada Krka
- Službene stranice Turističke zajednice Grada Krka